# Бальфур, Грант
Грант Роберт Бальфу́р (англ. Grant Robert Balfour; 30 декабря 1977, Сидней) — австралийский бейсболист, питчер. С 2001 по 2015 год выступал в МЛБ. По числу сейвов и страйкаутов за карьеру является лидером среди австралийских игроков. Участник Матча всех звёзд МЛБ 2013 года. В 2015 году включён в Зал славы бейсбола Австралии. В 2000 году в составе национальной сборной принимал участие в Олимпийских играх.

## Спортивная биография

### Олимпийские игры 2000
В 2000 году Грант Бальфур, выступая за команду низшей лиги бейсбола Форт Майерс, попал в заявку сборной Австралии на летние Олимпийские игры 2000 года в Сиднее. Играя на позиции релиф-питчера Бальфур трижды выходил на площадку во время предварительного раунда. Дважды при его участии сборная Австралии добилась побед. Итогом выступления сборной Австралии на олимпийском турнире стало 7-е место.

### Карьера в МЛБ
Свой первый контракт с командой главной лиги бейсбола Бальфур подписал ещё в 1997 году, однако, дебют в MLB в составе команды Миннесота Твинс состоялся только в 2001 году. За эту команду он играл до 2004 года, после чего был вынужден покинуть её из-за тяжёлой травмы. В 2006 году Бальфур вернулся в бейсбол. Сначала он выступал за клубы, входящие в систему команды Цинциннати Редс, а уже спустя год Бальфур вновь вернулся в MLB. 18 июля 2007 года в 8-м иннинге Грант вышел в составе Милуоки Брюэрс.
В 2007 году Бальфур подписал контракт с Тампа Бэй Рейс. Всего за три с небольшим сезона в составе Тампы Грант принял участие в 21 матче, в которых одержал 14 побед и потерпел 7 поражений.
В начале 2011 года Грант Бальфур принял решение сменить команду и подписал 3-летний контракт с Окленд Атлетикс на сумму $3,750,000.